# Velika Bukovica (Słowenia)
Velika Bukovica – wieś w Słowenii, w gminie Ilirska Bistrica. W 2018 roku liczyła 206 mieszkańców.